# Franziskanerkloster und Klosterkirche Güssing

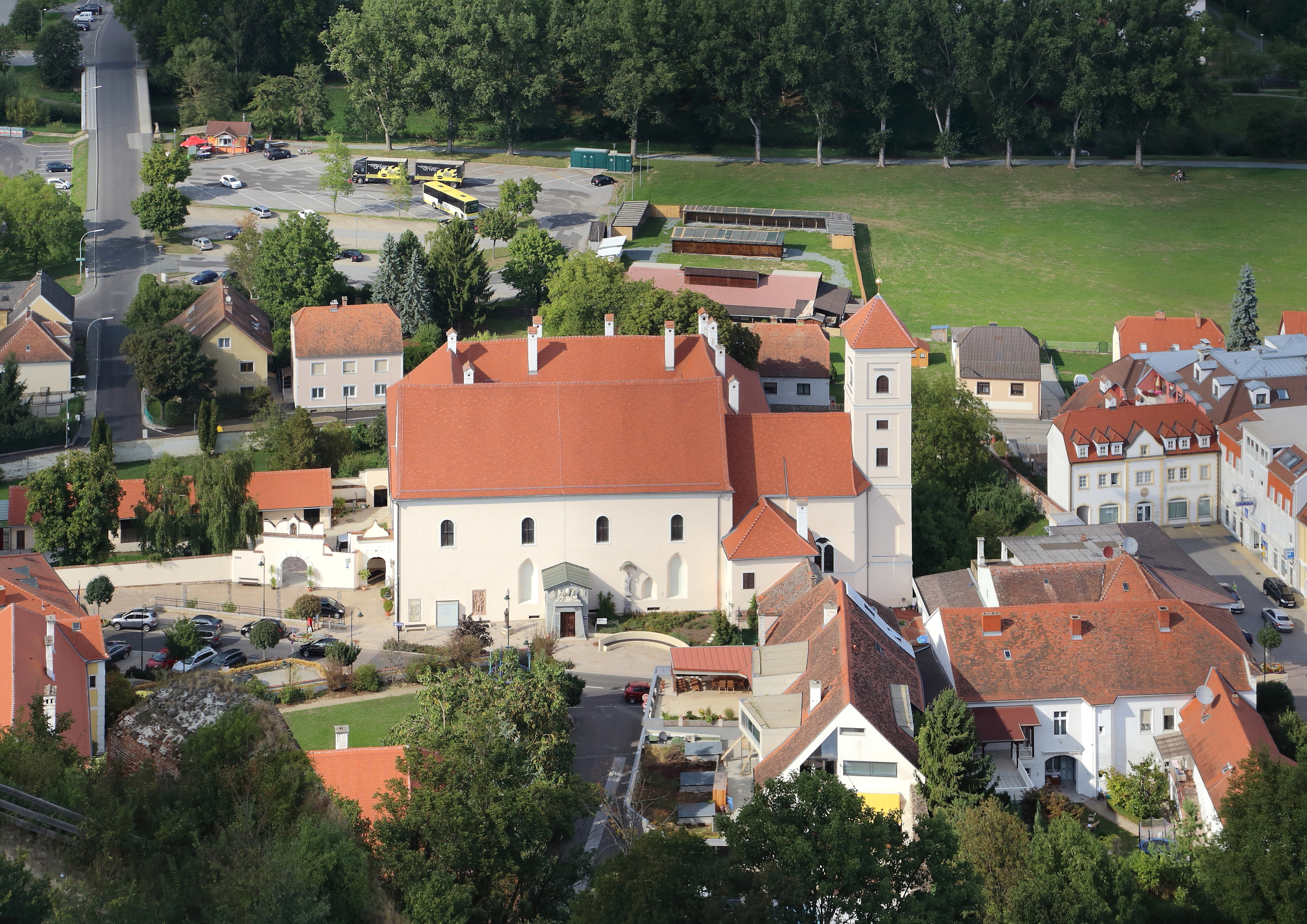
Das Franziskanerkloster mit der Basilika zu Mariä Heimsuchung von der Burg Güssing aus gesehen

Franziskanerkloster und Klosterkirche Güssing liegen in der Stadt Güssing im gleichnamigen Bezirk im österreichischen Bundesland Burgenland. Die Gesamtanlage war ursprünglich Teil der ehemaligen Stadtbefestigungen und steht heute unter Denkmalschutz (Listeneintrag). Ihre 2013 zur Basilica minor erhobene Kloster- und Wallfahrtskirche Mariä Heimsuchung gehört zum Dekanat Güssing in der Diözese Eisenstadt. Sie ist Grablege des seligen Ladislaus Batthyány-Strattmann und beheimatet die Batthyány-Familiengruft, die zweitgrößte Gruftanlage Österreichs. Ihre Klosterbibliothek mit rund 7.000 Werken verfügt über zahlreiche Unikate, darunter den von Carolus Clusius verfassten und von Johannes Manlius gedruckten Stirpium Nomenclator Pannonicus, sowie das von Bartholomäus Metlinger verfasste Regiment der jungen Kinder, das zweitälteste pädiatrische Werk der Weltliteratur.

## Lage und Umgebung
Das Kloster liegt an den unteren, nördlichen Abhängen des Schlossberges mit der Burg Güssing, am östlichen Rand der Inneren Stadt an der Kreuzung von Hauptstraße, Pater-Gratian-Leser-Straße und Clusiusweg. Ursprünglich diente es auch als nordöstliche Eckbastion der Stadtbefestigungen, und schloss im Süden an das Osttor der Stadt an, das erst im 20. Jahrhundert aus verkehrstechnischen Gründen abgebrochen wurde. Etwa 80 m südlich der Klosterkirche liegt das ehemalige Granarium der Stadt, ca. 150 m südlich das erste Burgtor mit dem sogenannten Scheibelturm.
Auf der gegenüberliegenden südwestlichen Straßenseite der Hauptstraße liegen das Kastell Batthyány und dahinter das Kastell Güssing. Im Westen schließt der – mittlerweile größtenteils bebaute – linsenförmige Anger der ehemals mittelalterlichen Altstadt an. Sein unbebauter Ostteil direkt vor dem Hauptportal der Basilika wird heute als Kirchenvorplatz genutzt.

## Geschichte

### Der erste Klosterbau

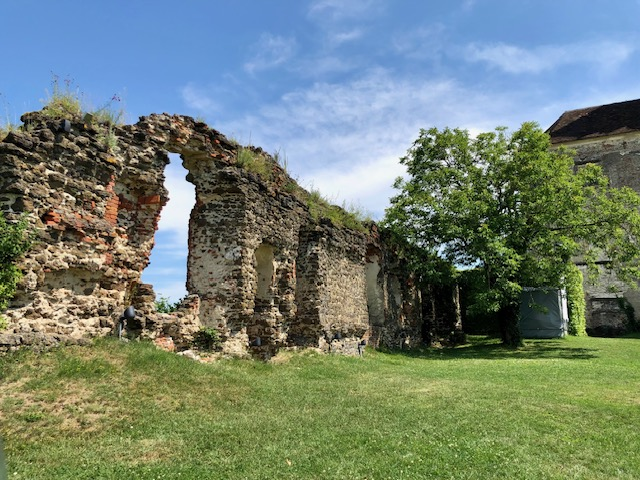
Die Überreste des ersten Klosters von 1157 auf dem Burgberg von Güssing

Das erste bekannte Kloster in Güssing wurde Mitte des 12. Jahrhunderts auf dem heutigen Schlossberg, der damals als Berg Quizun bekannt war, errichtet. Diesen erhielten die Ahnherren der Güssinger Grafen – die Brüder Wolfer und Hedrich – im Jahre 1150 vom ungarischen König Géza II. übertragen. 1157 ließ Graf Wolfer auf dem Berg ein Augustinerkloster und eine hölzerne Wehranlage errichten, die als Vorgängerbau der Burg Güssing gilt. Noch im 12. Jahrhundert ließ König Bela III. die Anlage konfiszieren und den steinernen Klosterbau zu einer gemauerten Burg ausbauen, die die ehemals benachbarte Wehranlage aus Holz ersetzte. Diese 1198 erstmals urkundlich genannte Steinburg war als Novum Castrum (deutsch Neue Burg) bekannt, eine Bezeichnung die etymologisch den Ursprung des ungarischen Ortsnamens von Güssing – Németújvár (deutsch Deutsch Neuburg) – darstellt. Die Reste der Ostfassade dieses ersten Klosters sind bis heute am Burgberg erhalten geblieben. Sie stehen am Ostrand des Schlossbergplateaus, direkt nördlich der Bergstation des Schrägseilaufzuges der Burg.

### Der zweite Klosterbau
Vermutlich in der zweiten Hälfte des 15. Jahrhunderts wurde an Ort und Stelle des heutigen Franziskanerklosters eine neue Klosteranlage errichtet, die ebenfalls den Augustiner-Eremiten übergeben wurde. Der erste urkundliche Beleg für den Bestand dieses Klosters findet sich in einer Schenkungsurkunde von 1519, in der der Herr von Güssing, Lorenz Ujlaki dem Kloster den Anspruch auf Güter in Güssing und Arand (Ollersdorf im Burgenland) bestätigte. Aus ihr geht auch hervor, dass die Klosterkirche bereits damals „der glorreichen Jungfrau Maria gestiftet“ war.
Nach dem Tod des kinderlosen Ujlaki ging die Herrschaft an das Magnatengeschlecht Batthyány über. Unter dem zum Protestantismus konvertierten Grundherren Graf Balthasar Batthyány wurden die Augustiner 1569 vertrieben. Das Kloster wurde von Balthasar erst selbst in Besitz genommen, 1576 aber den Protestanten übergeben, die es bis 1634 für religiöse Zwecke und als Mittelschule nutzten. Im Jahre 1604 wurde das Kloster während eines Angriffs der Heiducken Stephan Bocskais auf Stadt und Burg Güssing beschädigt. In welchem Ausmaß ist zwar unklar, da Kloster und Kirche aber weiter verwendet wurden, und 1620 und 1625 dort sogar Kirchensynoden abgehalten wurden, waren die Schäden vermutlich eher gering. Als der zum Katholizismus konvertierte neue Grund- und Patronatsherr Graf Adam I. Batthyány die Protestanten aus seinem Herrschaftsgebiet verweisen ließ, kam es bei deren Abzug 1625 aber vermutlich zu größeren Beschädigungen der Gebäude. Im Stiftungsbrief für den Nachfolgebau beschrieb Adam I. den schlechten Zustand des alten Klosters, das „teils durch die Ungunst der Zeitverhältnisse, teils durch Bosheit der Ketzer fast gänzlich zerstört worden ist.“.

### Die heutige Anlage

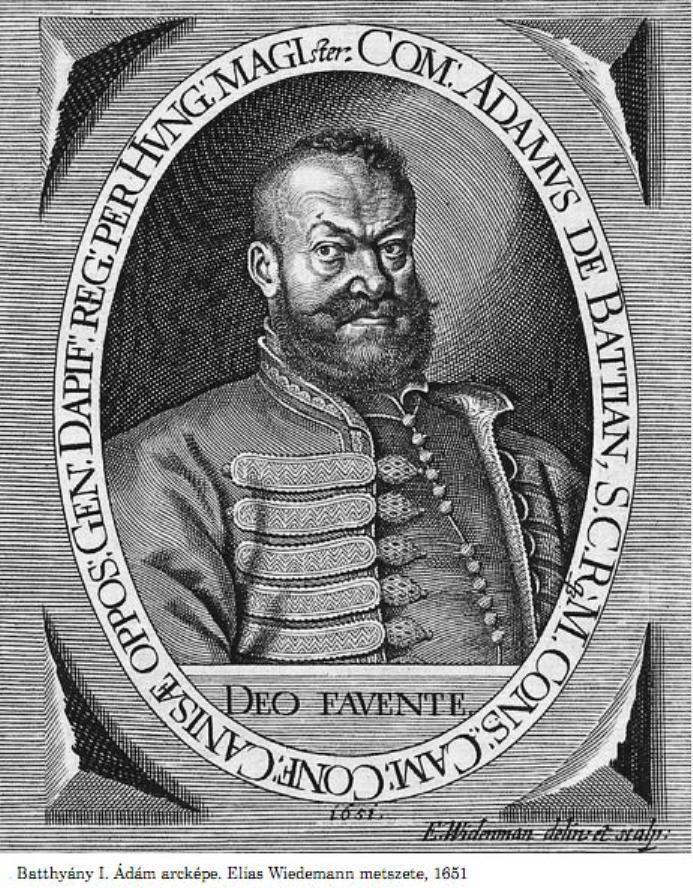
Die heutige Anlage wurde um 1650 von Graf Adam I. Batthyány gestiftet

Aufgrund dieser Beschädigungen ließ Adam I. 1638 oder 1648 ein neues Kloster stiften. Laut der Chronica Provinciae S. Mariae in Hungaria von 1646/47 erfolgte die Stiftung bereits 1638, in dem Jahr, in dem auch die Franziskaner nach Güssing kamen. Die heutige Klosteranlage mitsamt der Kirche wurde 1641–1647 errichtet – vermutlich nach Plänen des kaiserlichen Hofbaumeisters Philiberto Lucchese. Die Franziskaner, die bis zur Fertigstellung der Gebäude in einem Haus in der Nähe der Pfarrkirche zum Hl. Jakob wohnten, bezogen das Kloster am 9. Juni 1649. Am 3. Juli desselben Jahres wurde von Adam I. die Stiftungsurkunde ausgestellt. Die Konsekration der Kirche wurde am 7. April 1652 vom Erzbischof von Kalocsa und Bischof von Győr, Johann Püsky, vorgenommen. Die Innenraumgestaltung der Kirche war zu diesem Zeitpunkt noch nicht abgeschlossen und zog sich über mehrere Jahre hin. Die beiden Seitenaltäre links und rechts des Triumphbogens stammen etwa aus den Jahren 1653 und 1654.
1870 gründete Philipp Batthyány, der 4. Fürst Batthyány-Strattmann, eine Stiftung zum Erhalt von Burg, Kloster, Klosterkirche und Batthyány-Familiengruft.
Die Gesamtanlage wurde seit ihrer Errichtung mehrfach renoviert, und teilweise auch umgestaltet. Dabei kam es immer wieder zur Änderung der Ausstattung und der Lage von Fenstern und Eingangsbereichen. Ein ursprünglich vorhandener hölzerner Dachreiter über der Westfassade wurde 1770 abgetragen. Änderungen am Innenraum der Klosterkirche erfolgten 1750–52, 1821/22, 1848, 1911, 1937, 1956, 1986/82, 2003 und 2013. Der ursprünglich vorhandene Hauptzugang an der westlichen Giebelfront der Kirche, der im Lauf der Zeit vermauert und durch ein südseitiges Hauptportal ersetzt worden ist, wurde 2003 wieder freigelegt. Das frühere Südportal wurde gleichzeitig zu einer Kapelle zum Gedenken an den Seligen Ladislaus Batthyány-Strattmann umgestaltet. Die letzten Generalsanierungen der gesamten Klosteranlage erfolgten 1975–1985, sowie 2011 (Außenrenovierung) und 2013 (Innenrenovierung).

## Beschreibung

### Franziskanerkloster
Das Kloster besteht aus einem zweigeschoßigen Dreiflügelbau mit Satteldach, der zusammen mit der im Süden angebauten Klosterkirche einen Vierkanter auf annähernd quadratischem Grundriss bildet. Gemäß der Tradition der franziskanischen Bettelorden ist seine Außenfassade schmucklos gestaltet. Mit Ausnahme der Faschengliederung sind keinerlei dekorative Wand- oder Fensterelemente vorhanden. Im Norden und Osten verfügt die Fassade des Klosters aufgrund des stark abfallenden Terrains zur rund 15 m tiefer liegenden Grabenstraße über massive Strebepfeiler. Die Funktion als ehemalige Eckbastion ist in diesem Bereich der Anlage aufgrund der massiven Bauweise und dem steilen Geländeabfall noch gut erkennbar.

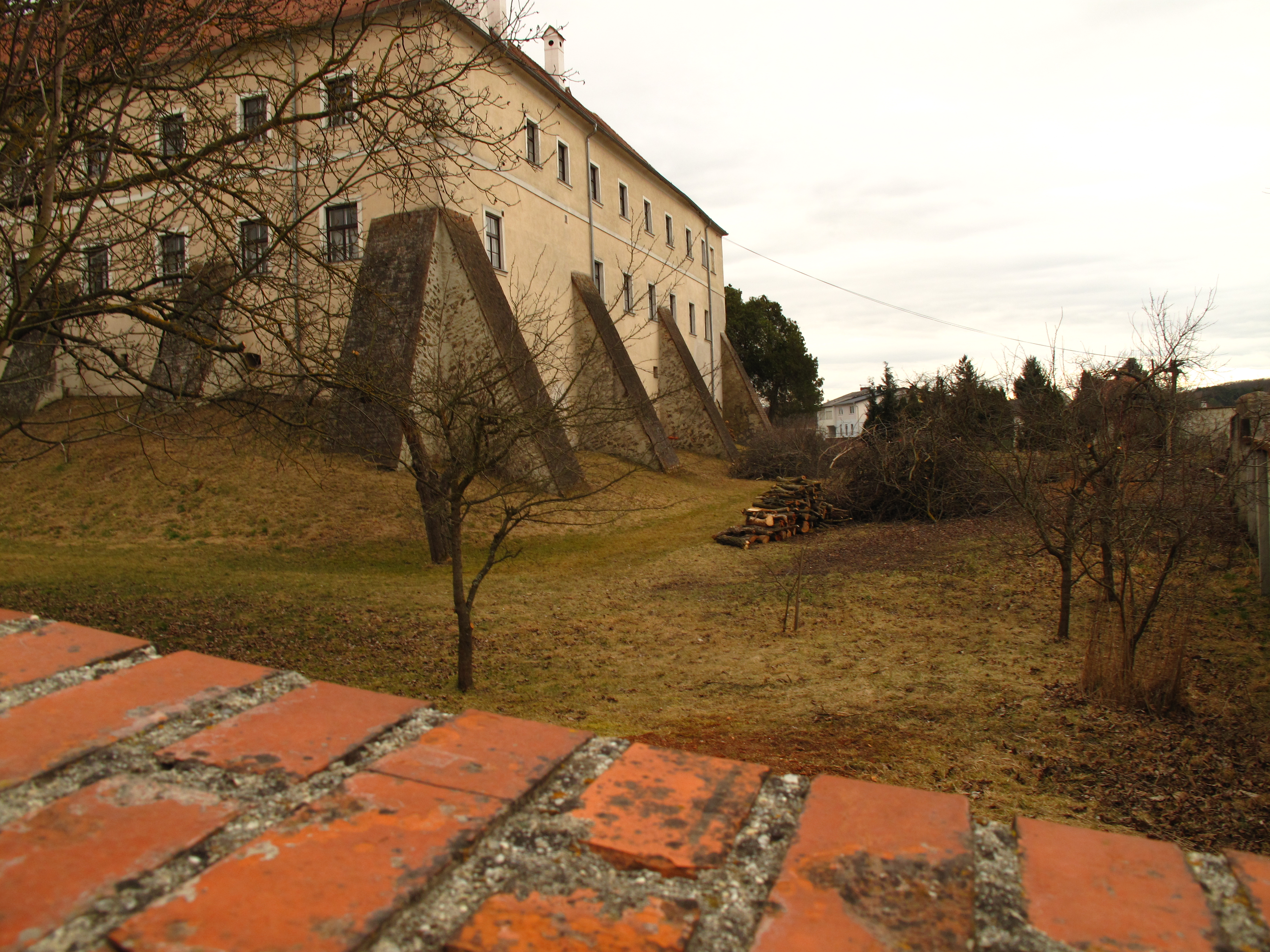
Die Nordostfassade des Klosters mit ihren massiven Strebepfeilern von der Grabenstraße aus gesehen

Im Westen des Klosters schließt ein Wirtschaftshof auf hakenförmigem Grundriss an. Er ist vom Kirchenvorplatz mit einer Steinmauer abgegrenzt, die im Mündungsbereich an der Westfront der Basilika über zwei Portale verfügt. Über das linke Portal mit Zinnengiebel und Marienskulptur aus dem 17. Jahrhundert ist der Wirtschaftshof erreichbar, über die rechts daneben liegende Klosterpforte mit geschweiftem Giebel aus dem 18. Jahrhundert die Klosteranlage selbst.

#### Kreuzgang
Im Innenhof des Vierkanters aus Kloster und Klosterkirche gibt es einen umlaufenden Kreuzgang mit geschlossenen Arkaden und Kreuzgratgewölbe. Er lehnt sich im Süden an die linke, nördliche Langhauswand der Kirche, und mündet im Westen in der Klosterpforte, und im Osten in der Sakristei der Basilika.
An einer Wand des Nordflügels des Kreuzganges sind ein – vermutlich aus dem 1. Jahrhundert stammender – steinerner weiblicher Kopf, und ein unmittelbar darunter liegender römerzeitlicher Grabstein mit der Inschrift „CLAUDIA QU/ARTA. AN. LV / H. S. E. / CLAUD. CIVES / FIL. F. C. AN. LIII. / H. S. E. /“ vorhanden. Die Inschrift steht für „Claudia Quarta annorum LV hic sita est. Claudius Cives filius faciendum curavit, annorum LIII hic situs est.“ [deutsch Die 55-jährige Claudia Quarta liegt hier. Ihr Sohn, der Bürger Claudius, ließ das Grabmal errichten, (dieser) 53-jährig verstorben, liegt (ebenfalls) hier.].

#### Klosterbibliothek

Schöpfungsdarstellung in einer Ausgabe der Koberger-Bibel von 1483

Die Bibliothek wurde im Zuge der Gegenreformation von Graf Adam I. Batthyány gegründet und befindet sich seit 1958 in einem zum Bibliotheksraum umfunktionierten Teil des Klosterumganges im ersten Stock. Der Zählung der Standortkataloge und der Sachkartei folgend besteht sie aus 7.000 Titeln, tatsächlich handelt es sich aber um 3.576 Bände mit 5.722 Titeln, darunter 34 Handschriften und 212 Inkunabeln. 3.642 der Titel stammen aus dem 16. Jahrhundert, 734 aus dem 17. Jahrhundert, und 1125 aus dem 18. Jahrhundert. Rund 1.000 Bände stammen aus dem 18. und 19. Jahrhundert, sind aber nicht registriert. Als historisch nicht bedeutsam wird der Bestand aus dem 20. Jahrhundert betrachtet.
Den Grundstock der Sammlung bildeten die ursprünglich im Privatbesitz von Adam Batthyány befindlichen Werke nicht katholischer Autoren, die er bei Gründung der Bibliothek dem Orden übergab. Weitere Werke stammen aus slawonischen Franziskanerklöstern, deren Bestände während der Türkenkriege 1537 auf Anordnung von Christoph Batthyány nach Güssing gebracht wurden. 350 Bände stammen aus der Bibliothek von Balthasar Batthyány. Etwa 1000 Bücher sind aus dem Umfeld des protestantischen Hofpredigers Stephan Beythe, darunter 338 Bände von ihm selbst oder von Mitgliedern seiner Familie. Weitere 2197 Bände stammen aus dem Eigenbesitz des Güssinger Franziskanerordens.
Zu den wichtigsten Inkunabeln zählen:
- Koberger-Bibel: 1483 von Anton Koberger in Nürnberg gedruckte Bibel mit qualitativ hochwertigen Buchmalereien, gilt als „schönste deutsche Bibelausgabe bis 1500“
- Stirpium Nomenclator Pannonicus: von Carolus Clusius und Stephan Beythe verfasste Auflistung von Pflanzen in lateinischer und ungarischer Bezeichnung, 1583 von Johannes Manlius in Güssing gedruckt, Unikat[37]
- Regiment der jungen Kinder: 1476 von Bartholomäus Metlinger verfasst; behandelt Kindererziehung, Pflege, Ammenwahl, Säuglingsernährung und Kinderkrankheiten; zweitältestes pädiatrisches Werk der Weltliteratur; Unikat
- Missale Güssingense: vormals bekannt als Codex Zagrabiensis, Messbuch aus der 1. Hälfte des 13. Jahrhunderts, entstanden im süddeutschen oder ungarischen Raum, Unikat
- Glagolitisches Brevier-Fragment: stammt aus dem des 14. Jahrhunderts, 1963 entdeckt und restauriert, in altslawischer Schrift verfasst, Herkunft bisher noch nicht erforscht, Unikat

### Klosterkirche

#### Außenbau

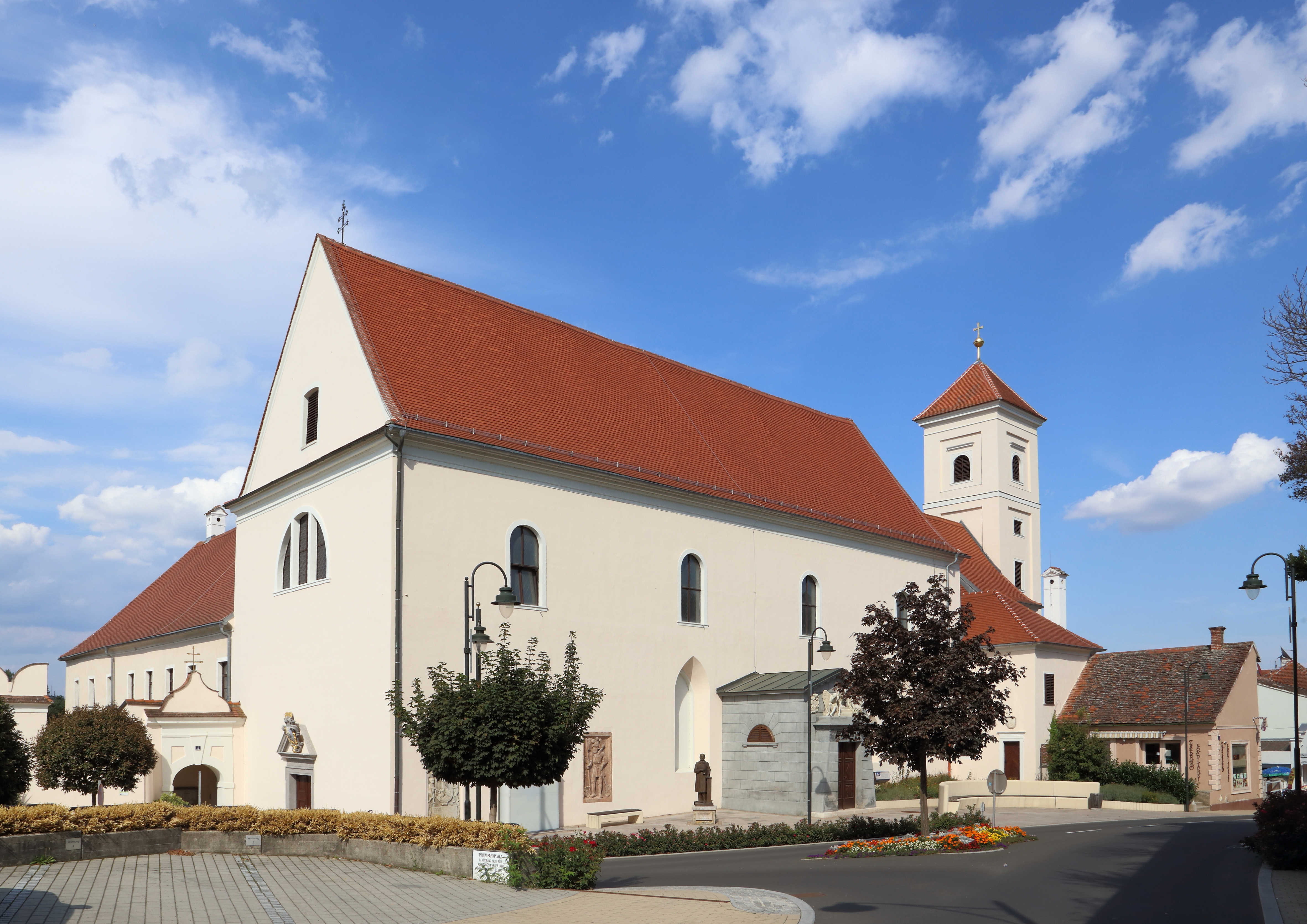
Die Klosterkirche mit dem grau gestrichenen Hauptportal zur Gruft in der Mitte der Langhauswand

Die Basilika besteht aus einem geosteten, hohen Kirchenbau mit Satteldach und einem eingezogenen Chor mit 3/8-Abschluss. Seiner Polygonapsis mit Rundbogenfenster ist ein viergeschoßiger Turm auf quadratischem Grundriss vorgebaut, der über ein Zeltdach verfügt.
Die Fassade des Gebäudes ist gemäß der Tradition der franziskanischen Bettelorden relativ schmucklos gestaltet, ihre straßenseitige Südfront verfügt aber über einige Anbauten und Nischen. Ein niedriger, zweigeschoßiger Apsisanbau beherbergt die Lorettokapelle und das darüber liegende Batthyány-Oratorium. Im Zentrum des Langhauses befindet sich der klassizistische Portalvorbau des Hauptzuganges der Batthyány-Familiengruft, der über ein flaches Satteldach und einen vorgebauten Pylon mit Figurenbildschmuck verfügt. Linksseitig gibt es einen hervorkragenden Glaskubus einer Kapelle zu Ehren des Seligen Ladislaus Batthyány-Strattmann. Die Langhausfassade mit ihren vier rundbogigen Fenstern verfügt seit 1977 über drei damals bei Renovierungsarbeiten frei gelegte Mauernischen früherer gotischer Spitzbogenfenster. Zusätzlich sind eine steinerne Figur des Heiligen Franz Xaver und zwei Grabplatten vorhanden: Der Rotmarmorstein aus dem 16. Jahrhundert zeigt einen Ritter mit Fahne, der vermutlich Franz I. Batthyány darstellt. Der Weißmarmorstein zeigt über und unter einem Wappen der Familie Batthyány eine Inschriftkartusche mit Informationen zum Leben und Wirken von Balthasar Batthyány.
Im Westen verfügt der große Kirchenbau über eine einfache Giebelfront mit vier Fensteröffnungen und einem Eingangsportal mit Sprenggiebel, über dem ein steinernes Wappen der Familie Batthyány mit einer Kette des Ordens vom Goldenen Vlies vorhanden ist.

#### Innenraum

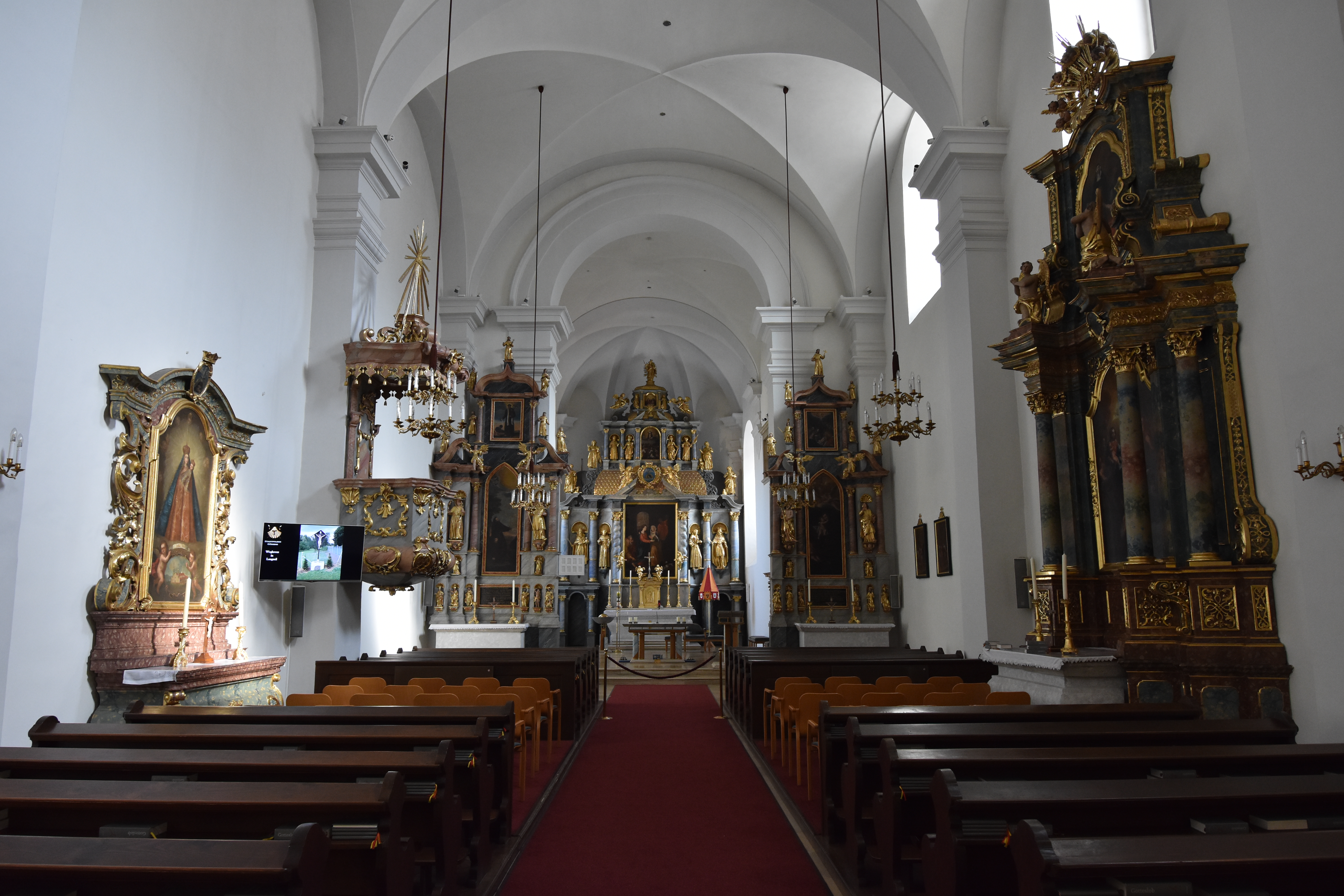
Blick durchs Langhaus der Basilika

Das vierjochige Langhaus hat auf hohen Pilastern zwischen flachen Gurten ein Kreuzgratgewölbe. Ein rundbogiger Triumphbogen trennt das Langhaus vom einjochigen Chor mit polygonalem Abschluss. Er verfügt ebenfalls über ein Kreuzgratgewölbe, ist mit einer Tonne mit Stichkappen gewölbt und hat einen Chorschluss mit Gewölbekappen und gebrochenen Gurten. Beidseitig sind rundbogige Stabwerkfenster vorhanden, sowie rechteckige Oratorienfenster – links für die Franziskanermönche des Klosters, rechts als Patronatsloge für die Mitglieder der Familie Batthyány. Ein linksseitiges Portal führt zur Sakristei, das Portal rechts zur Loretto-Kapelle und zu einem Stiegenhaus, über das sowohl die Patronatsloge, als auch die Batthyány-Gruft erreicht werden können.
Über dem westlichen Joch des Langhauses befindet sich über einer Stichkappentonne eine breite Empore, die mit einem Kreuzgratgewölbe unterwölbt ist. Unter dieser gibt es im Norden einen 1918 geschaffenen Klosterzugang, der einen früheren Zugang zum Kreuzgang an der Stelle des Maria-Trost-Altares ersetzte. Im Süden liegt seit 2003 die Ladislaus-Kapelle mit den Gebeinen des Seligen Ladislaus Batthyány-Strattmann. Ursprünglich befand sich an dieser Stelle ein Zugang zur Hauptstraße, der seit der Umgestaltung 2003 durch das wieder frei gelegte, zuvor vermauerte Westportal ersetzt wird, das ebenfalls unter der Empore liegt.
Der Großteil der Inneneinrichtung der Basilika stammt aus dem 17. und 18. Jahrhundert, der Kirchenraum und seine Ausstattung wurden aber mehrfach umgestaltet (siehe Geschichte). Wie die Außenfassade sind auch die Wände des Innenraumes – mit Ausnahme der Altäre – relativ schmucklos gestaltet.

#### Ausstattung

##### Hochaltar
Der 1649 ausgeführte barocke Hochaltar wurde laut Urkunde vom Bildhauer Matthäus Kern († 1660) und vom Maler Wolfgang Resch († 1658) aus Graz geschaffen – möglicherweise nach einem Entwurf von Philiberto Lucchese. Während die genauen Arbeiten Kerns durch Abrechnungen aus den Jahren 1647 bis 1653 belegt sind, ist bei Resch unklar ob die gesamte farbige Fassung des Altares von ihm stammt, oder nur das Altarblatt.

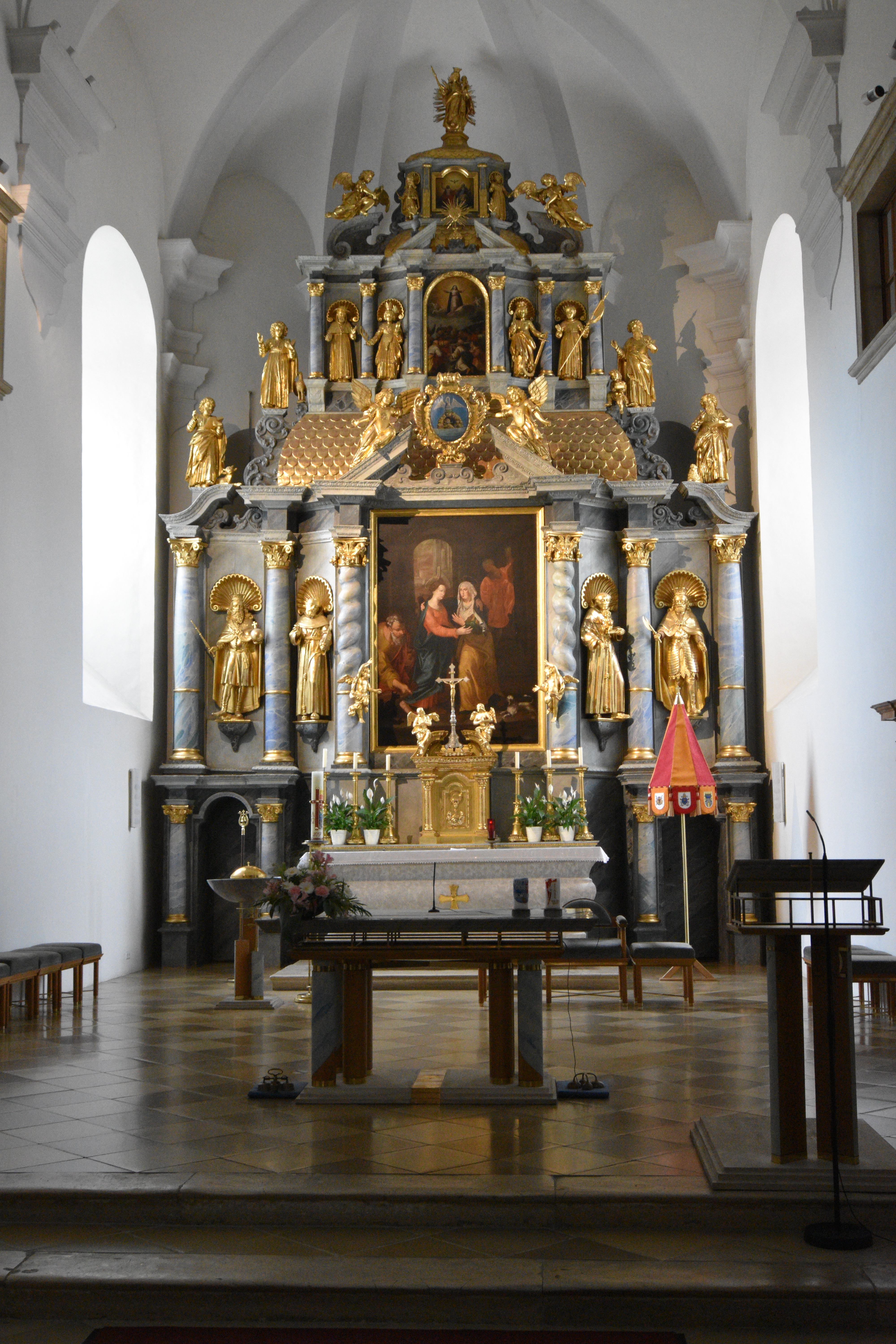
Der Chorraum mit dem Hochaltar

Der Altar besteht aus einem hohen, blau-grau-marmoriert lackierten Säulenaufbau aus Holz mit vergoldeten Holzschnitzfiguren und Zierschnitzereien, der bis unter die Decke des Chorgewölbes reicht. Er ist einem dreigeschoßigen Gebäude nachempfunden, das einem Basisgeschoß mit seitlichen Umgangsportalen aufgesetzt ist. In dessen Zentrum befindet sich der Altarstein mit einem vergoldeten Tabernakel. Er stammt aus dem Jahr 1956 und wird von einem Sprenggiebel mit silbernem Kruzifix bekrönt, das bis in das untere Drittel des ersten Altargeschoßes mit dem Bildnis Mariä Heimsuchung hineinrangt. Dieses wird von zwei gewundenen Säulen mit Korinthischen Kapitellen und zwei vergoldeten Putti flankiert. Links und rechts des Bildes befinden sich zwischen weiteren Säulen vier Konsolen mit Heiligenstatuen: König Stephan und Franz von Assisi links, und Antonius von Padua und König Ladislaus rechts – zwei heilig gesprochene ungarische Könige und zwei heilige Franziskanermönche. Das Hochaltarbild wird bekrönt von einem Sprenggiebel mit einem von zwei Engeln getragenen Wappen der Familie Batthyány im Zentrum. Es befindet sich in einem Zwischengeschoß mit einem vergoldeten Schindeldach, das seitlich von Statuen der vier Evangelisten mitsamt ihren Attributen und je einem Buch in der Hand flankiert wird: Lukas mit dem Stier und Johannes mit dem Adler links, sowie Matthäus mit einem Menschen und Markus mit dem Löwen rechts.
Das zweite Geschoß verfügt über ein Bildnis Mariä Himmelfahrt, sowie wiederum zwischen Säulen positionierte goldene Heiligenstatuen: Der hl. Bonaventura und der hl. Barbara links, und der hl. Katharina und dem hl. Johannes Kapistran rechts. Bekrönt wird es von einem Sprenggiebel mit goldener Strahlenmonstranz vor einem weiteren vergoldeten Schindeldach. Darüber befindet sich das dritte Geschoß mit einem Aufsatzbild mit einer Darstellung der Hl. Dreifaltigkeit, das von zwei weiteren glatten Säulen, zwei Heiligenfiguren und zwei Engelsstatuen flankiert wird. Die Heiligenfiguren sind nicht eindeutig zuordenbar, man vermutet aufgrund der Attribute aber, dass es sich um den hl. Emmerich (links) und den hl. Bernhard von Siena (rechts) handelt. Emmerich – der bereits als Prinz verstarb – ist als junger Mann in der Kleidung eines Prinzen mit Krone und Zepter dargestellt. Bernhard als Franziskanermönch mit einer Fackel in der Hand. Bekrönt wird der Altar von einem weiteren Schindeldach mit einer vergoldeten Skulptur der Maria vom Siege.
Das aktuelle blau-graue Farbschema des Hochaltares ist das Ergebnis einer Umgestaltung des Jahres 1956, bei der die zweite Fassung des Altares wiederhergestellt wurde. Ursprünglich war er im 17. Jahrhundert schwarz-gold gestaltet, in der Mitte des 18. Jahrhunderts blau-grau-marmoriert, danach ocker-braun. Mit den beiden Altarbildern Mariä Heimsuchung und Mariä Himmelfahrt, sowie der Marienskulptur an seiner Spitze werden am Altar drei verschiedene marianische Themen dargestellt.

##### Seitenaltäre

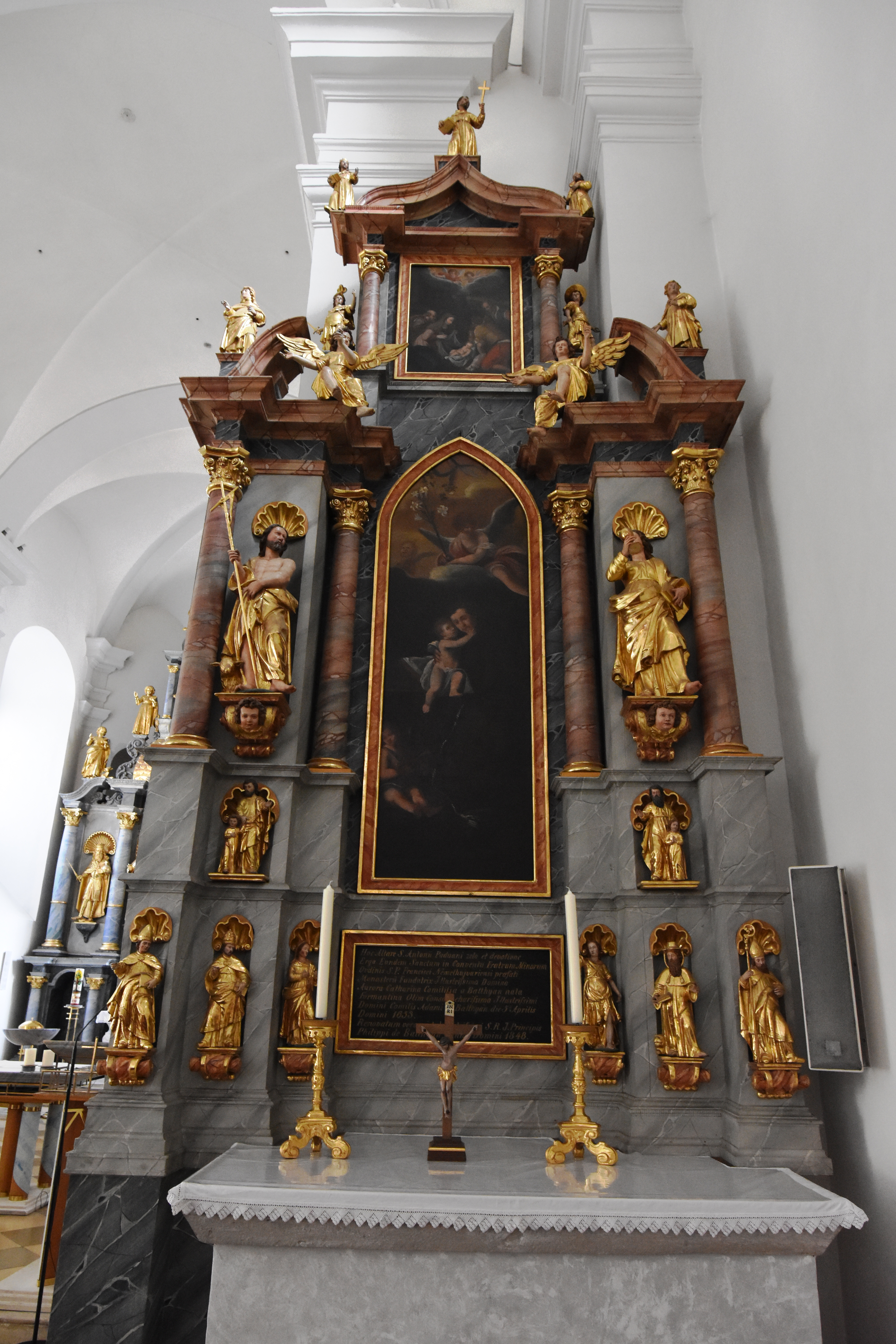
Der Antoniusaltar rechts am Triumphbogen

Der Kirchenraum verfügt insgesamt über vier Seitenaltäre: Zwei an den Triumphbogenpfeilern und zwei an den Wänden des Langhauses. Die beiden Altäre am Triumphbogen stammen aus der Erbauungszeit der Kirche und wurden vom Bildhauer und Tischler Franz Fellner oder Felkner aus Hartberg von 1652 bis 1654 geschaffen. Der auf den 2. August 1654 datierte Franziskusaltar links wurde von Maria Eleonora Gräfin Esterházy, geb. Batthyány (1633–1654) gestiftet. Der Antoniusaltar rechts wurde von Aurora Katharina Batthyány, geb. Formantini (1609–1653) gestiftet, und ist mit dem 5. April 1653 datiert – dem Tag ihres Todes. Der mit 1725 datierte Johannes-Nepomuk-Altar an der rechten Langhauswand, sowie der 1742 gestiftete Maria-Trost-Altar an der linken Langhauswand wurden zwischen 1735 und 1742 von Emmerich I. Graf Batthyány in Auftrag gegeben.

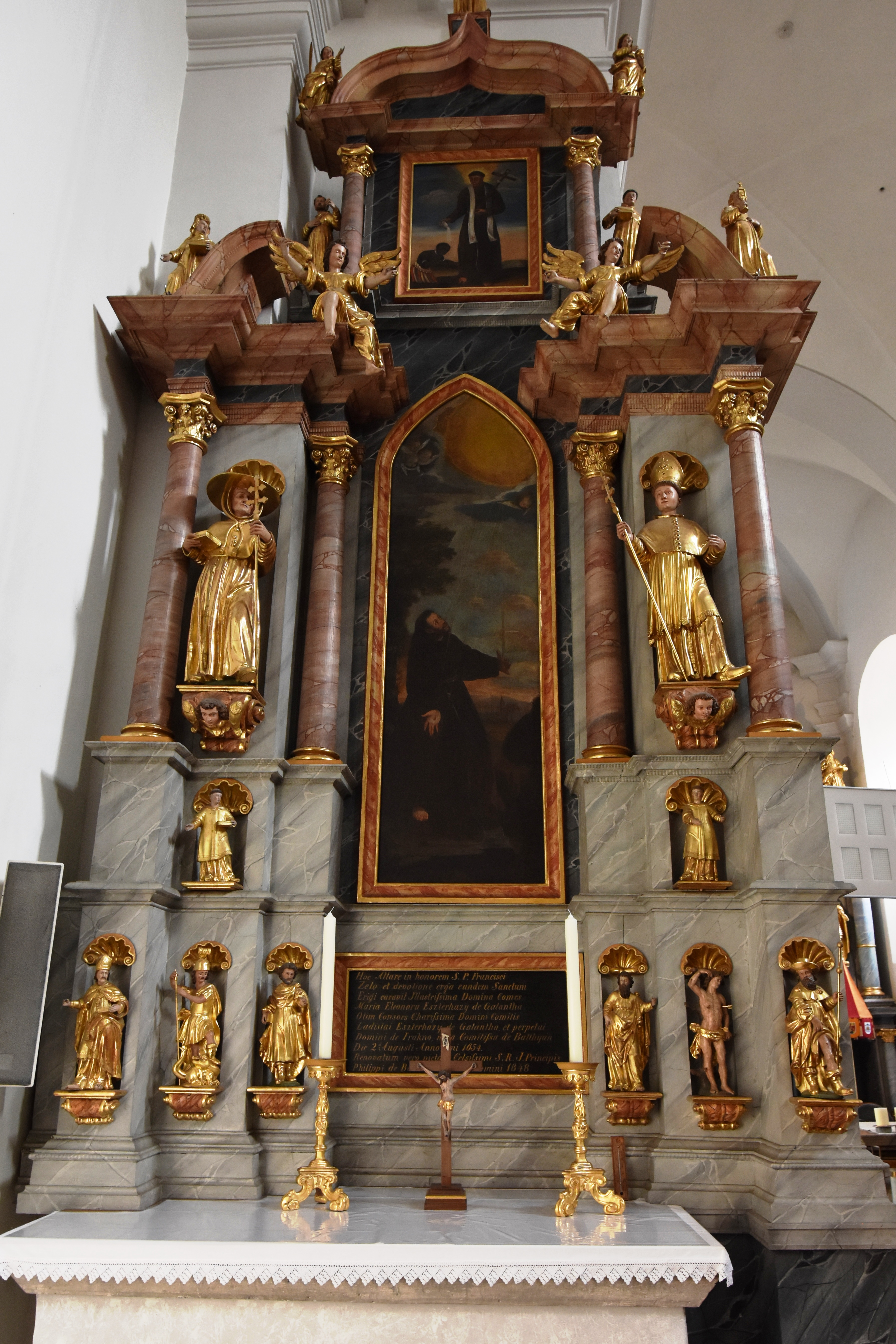
Der Franziskusaltar links am Triumphbogen

Bei Franziskus- und Antoniusaltar handelt es sich um zweigeschoßige Retabeln mit Altarbildern im Zentrum, die von zahlreichen vergoldeten Heiligenstatuen und mehreren Säulen umgeben sind, und deren Geschoße durch Giebel und Gesimse abgeschlossen werden. Das Altarblatt erhebt sich hinter einer steinernen Mensa mit einem darüber liegenden Zwischengeschoß mit mittig vorhandener Inschrifttafel. Auf den beiden Tafeln sind die jeweiligen Stifter und die 1848 und Fürst Philipp Batthyány-Strattmann vorgenommenen Renovierungsarbeiten vermerkt. Sie werden beidseitig von drei kleinen vergoldeten Heiligenstatuen flankiert. Die direkt darüber vorhandenen Altarbilder des hl. Franziskus links und des hl. Antonius rechts werden ebenfalls von Heiligenstatuen flankiert: Von den Heiligen Bonaventura und Ludwig von Toulouse (beide am Franziskusaltar) und Johannes dem Täufer und Johannes Evangelist (beide am Antoniusaltar). Über einem breiten Gesims mit vergoldeten Engelsstatuen befinden sich die Auszugsbilder mit den Darstellungen des hl. Franz von Solano am linken, sowie einer Darstellung der Geburt Christi am rechten Altar. Die darüber liegenden Spitzgiebel tragen an ihren Seiten weitere vergoldete Holzschnitzfiguren, und auf ihrer Spitze im Zentrum die Figur eines Mönches mit Buch in der rechten und Kreuz in der erhobenen linken Hand.
Wie der Hochaltar waren die beiden Seitenaltäre ursprünglich schwarz-gold gestaltet, dann rosa-grau-marmoriert, danach ocker-braun, und seit 1986/87 sind sie wieder rosa-grau. Bei der damals durchgeführten Restaurierung wurden die barocken Altäre auch zum Teil neugotisch umgestaltet, wobei die beiden Bilder im ersten Altargeschoß spitzbogige Rahmen erhielten. Im Gegensatz zum Hauptaltar sind die Figuren der beiden Nebenaltäre bewegter und abwechslungsreicher dargestellt.
Die beiden Seitenaltäre im Langhaus verfügen über eine andere Gestaltung als die der Triumphbogenaltäre und sind auch untereinander nicht ident gestalt. Der Johannes-Nepomuk-Altar rechts ist ein wuchtiger, zweigeschoßiger Holzaufbau mit flankierenden Doppelsäulen und verkröpftem Gebälk. Während sein Aufbau rosa-blau gestaltet ist, verfügt seine Basis mit steinerner Mensa über eine ocker-braune Farbgestaltung. Er ist mit seinen vielen feingliedrigen vergoldeten Ornamenten prunkvoller gestaltet als der Hochaltar der Basilika. In seinem ersten Geschoß liegt zwischen vier flankierenden Säulen mit korinthischen Kapitellen das Altarbild des hl. Johannes Nepomuk, das ihn kniend vor der Mutter Gottes mit dem Jesuskind auf ihrem Schoß darstellt, umgeben von mehreren Engeln und dem am Firmament schwebenden Heiligen Geist. Das Gesims über dem Gemälde trägt im Zentrum ein kleines Wappen der Familie Batthyány und verfügt seitlich über kniende Engelsfiguren vor dem Aufsatzbild im zweiten Geschoß. Es stellt eine Nonne dar – vermutlich die hl. Walpurga – und wird bekrönt von einem großen Strahlenkranz mit Christusmonogramm, das von zahlreichen Engelsköpfen umgeben ist.

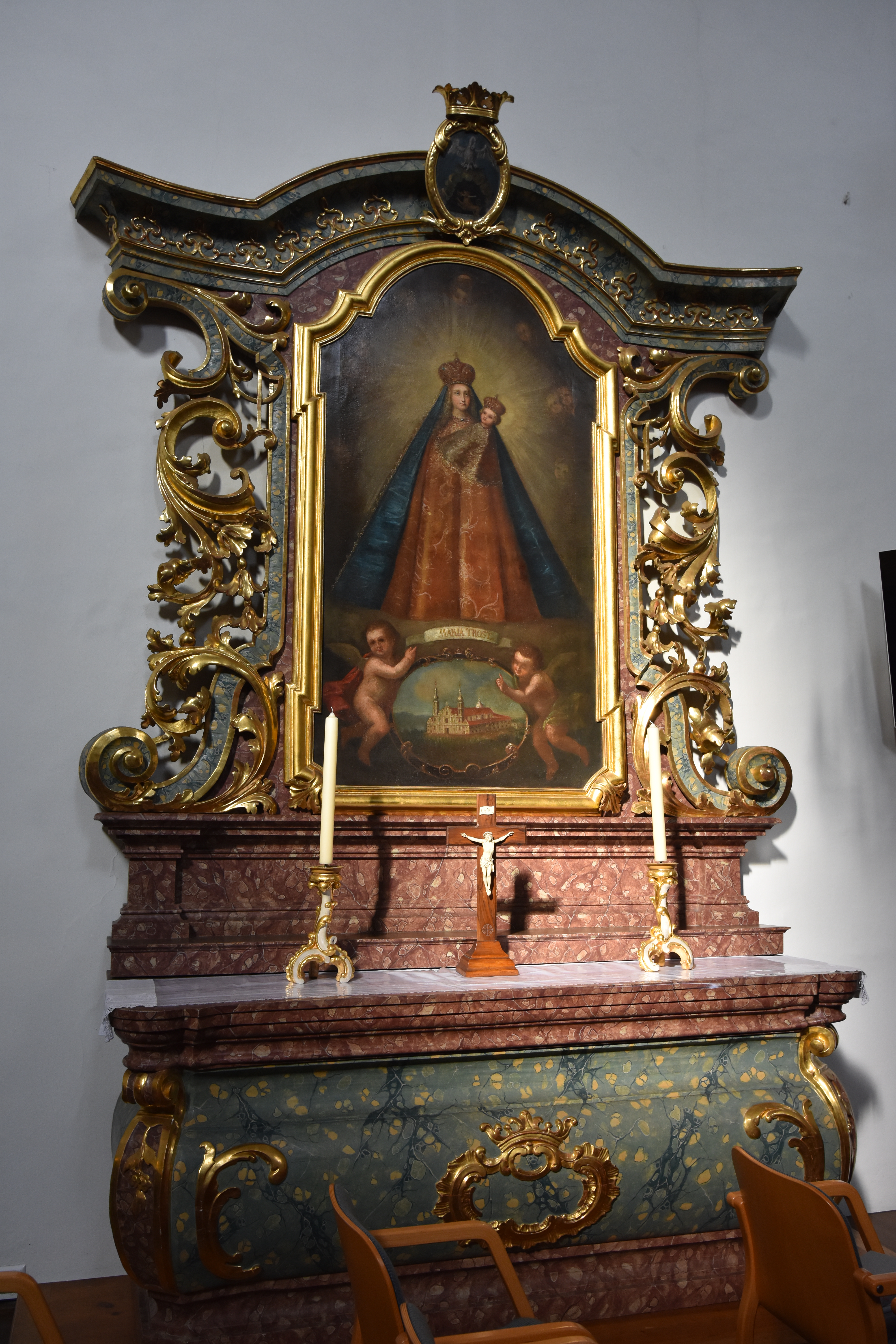
Der Mariatrost-Altar an der linken Langhauswand

Der gegenüber an der linken Langhauswand liegende Maria-Trost-Altar ist wesentlich schlichter gestaltet. Es handelt sich um einen einfachen, flachen Wandaltar mit einer Mensa mit darüber liegendem Leinwandbild. Er verfügt ähnlich dem Johannes-Nepomuk-Altar über ein ocker-braunes und blaues Farbschema. Sein Altarbild zeigt ein Gnadenbild der Mariazeller Muttergottes mit dem Christuskind über einer alten Ansicht der Wallfahrtskirche Mariatrost in Graz, das von zwei Putti gehalten wird. Links und rechts des Gemäldes gibt es ein breites Ornamentband aus vergoldeten Zierschnitzereien, das das breit auskragende Gesims an der Spitze des Altares trägt. Im Zentrum über dem Gnadenbild gibt es ein Wappen der Familie Batthyány mit gräflicher Krone. Der Mariatrost-Altar wurde im Laufe der Jahrhunderte mehrfach umgestaltet, vor allem im Jahr 1956.

##### Übrige Ausstattung
Am linksseiten Pfeiler zwischen Franziskusaltar und Maria-Trost-Altar befindet sich eine hölzerne Kanzel mit Schalldeckel. Sie wurde 1750–1752 geschaffen und verfügt über dasselbe rosa-graue Farbschema wie die Triumphbogenaltäre. Sie ist mit vergoldeten floralen und Rocaille-Motiven verziert und mit dem darüber liegenden Schalldeckel durch eine reich verzierte hölzerne Rückwand verbunden. Auf der Spitze des Schalldeckels ist ein Strahlenkranz mit einer Darstellung des allsehenden Auge Gottes in seinem Zentrum vorhanden.

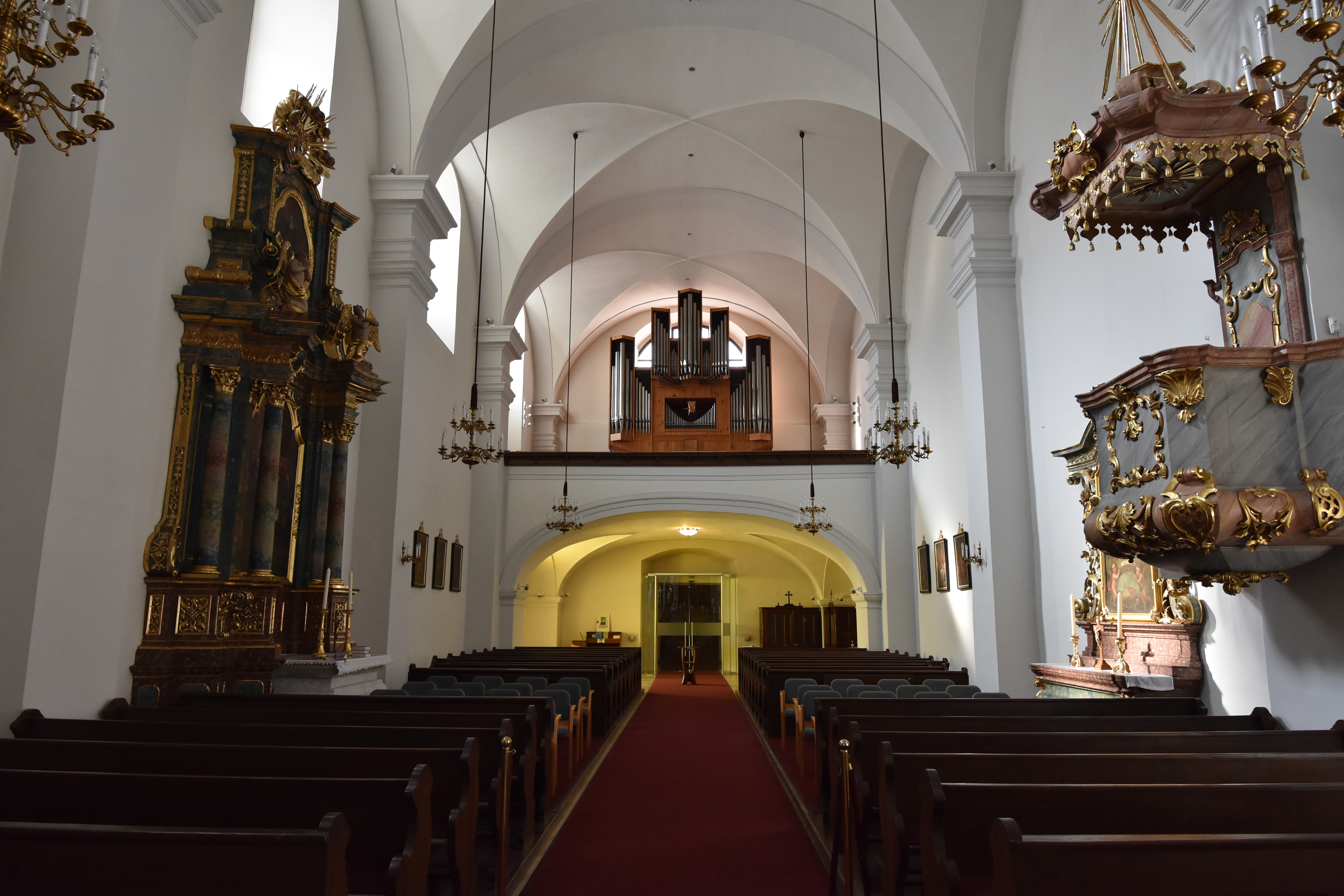
Blick zur Empore mit Orgel. Links der Nepomuk-Altar, rechts die Kanzel mit dem Maria-Trost-Altar

Der 1986–1987 umgestaltete Altarraum verfügt über eine moderne Ausstattung mit schlicht gestaltetem Volksaltar, Ambo, Sessio und Taufbrunnen. Diese übernehmen teilweise das graue Farbschema des Hochaltares, und wurden nach den Entwürfen des in Güssing geborenen Künstlers Heinz Ebner geschaffen.
Zusätzlich zum modernen Taufbecken ist in der Basilika auch ein Taufstein aus dem 18. Jahrhundert vorhanden. Die vierzehn Ölbilder an den Langhauswänden mit der Darstellung der Kreuzwegstationen stammen aus der zweiten Hälfte des 18. Jahrhunderts. In zwei unter der Empore gelegenen Nischen an den Langhauswänden sind Statuen des hl. Antonius von Padua mit Jesuskind (links) und des hl. Joseph mit Jesuskind (rechts) vorhanden. Die aus dem 19. Jahrhundert stammende Figur des Antonius ist farbig gestaltet und im Ordenshabit dargestellt. Die moderne Steinfigur des Josef von Nazarath hingegen monochrom weiß, mit einer Lilie in der Hand.

##### Orgel
Die auf der Westempore gelegene moderne Orgel aus Naturholz stammt aus den 1970er-Jahren. Sie wurde von der Orgelbaufirma Walcker-Mayer aus Guntramsdorf gebaut, 1972 konsekriert, und verfügt über 21Register, 1670 Orgelpfeifen, zwei Manuale und ein Pedalwerk. Im Jahre 2006 wurde sie durch einen Zimbelstern erweitert, 2014 durch eine Nachtigall.

#### Sakristei
Über das linksseitige Portal im Chorraum ist die Sakristei mit dem darüber befindlichen Oratorium der Klostergemeinde erreichbar. Sie ist mit Tonnengewölbe und Stichkappen ausgestaltet und verfügt über einen monumentalen Paramentenschrank, der mit dem Jahr 1725 datiert ist, stilistisch aber eher dem Barock des 17. Jahrhunderts zugeordnet werden kann. Er ist farblich grün-rosa-blau-marmoriert gestaltet und verfügt über mehrere Malereien und zahlreiche Holzschnitzereien, die aus Ornamenten bestehen, die teils mit Engelsköpfen verziert sind. Der Schrank füllt die ganze Wand bis unter das Gewölbe der Sakristei aus. An seiner Spitze befindet sich zwischen gewundenen Doppelsäulen mit einem darüber liegenden Rundbogengiebel eine Nische mit einer Holzschnitzfigur der Maria Immaculata. Links schließt eine Malerei mit einer Darstellung des hl. Franz von Assisi an die Nische an, rechts eine Malerei mit dem hl. Antonius von Padua mit dem Jesuskind.
Die Sakristei besitzt eine kunsthistorisch wertvolle Monstranz aus dem Jahr 1517, die von der Witwe und der Tochter Willhelm Baumkirchers – dem Sohn von Andreas Baumkircher – gestiftet worden sein soll. Sie besteht aus einem Gehäuse in der Form eines gotischen Turmes mit seitlich anschließenden kleineren Türmen mit Baldachin, in denen sich Heiligenfigürchen befinden. Die Monstranz wird hauptsächlich im Kloster aufbewahrt, gehört aber zur liturgischen Ausstattung der Klosterkirche und ihrer Sakristei.

#### Loretto-Kapelle

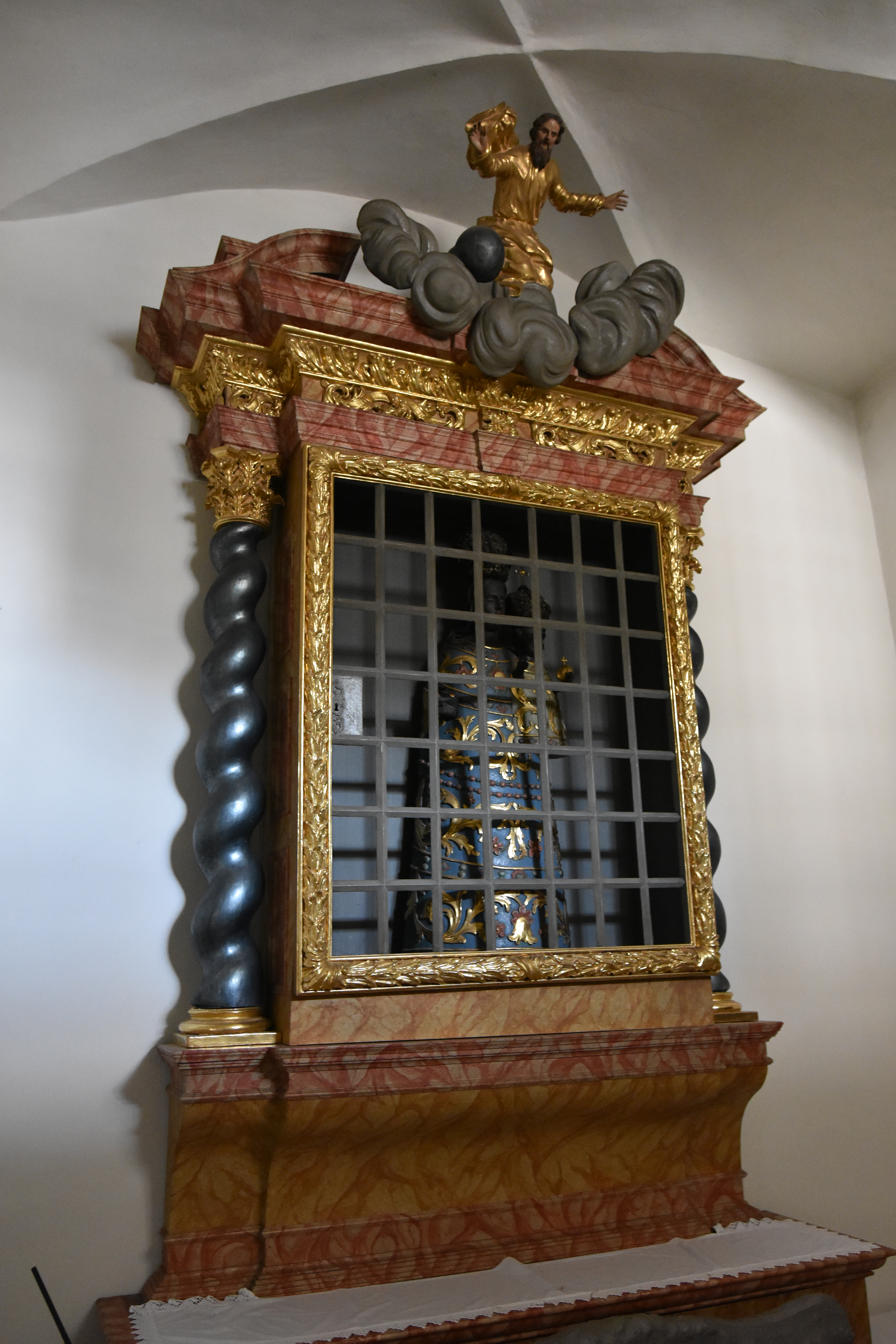
Der Nischenaltar mit der schwarzen Madonna in der Loretto-Kapelle

Die Kapelle befindet sich in einem rechtsseitig dem Chor angebauten Gebäudetrakt, in dem sich neben der ebenerdig gelegenen Kapelle im Oberschoß auch das Privatoratorium der Familie Batthyány und im Untergeschoß die Stiftergruft der Batthyány-Familiengruft befinden. Die Kapelle kann über ein im Chor vorhandenes Portal aus dem 17. Jahrhundert betreten werden. Sie verfügt über einen barocken Altar mit gedrehten Säulen, zwischen denen sich in einer vergitterten Nische eine Schwarze Madonna im Glockenmantel befindet. Das mit Sprenggiebel versehene Gesims oberhalb der Gitternische trägt auf einer Wolkenformation eine vergoldete Figur des Christus Salvator mit Weltkugel. Der Altar wurde 1724 von Isabella Gräfin Batthyány (1670–1731) gestiftet, der Ehefrau von Sigmund I. Graf Batthyány. An der Südwand der Kapelle ist ein ehemaliger Gruftdeckel mit Batthyány-Wappen aus dem 17. Jahrhundert vorhanden.

#### Ladislaus-Kapelle
In der südseitigen Langhauswand unterhalb der Empore befindet sich eine kleine Seitenkapelle zu Ehren des seligen Ladislaus Batthyány-Strattmann. Es handelt sich um einen teiloffenen Glaskubus, der in die Nische der ehemaligen Portalöffnung zur Hauptstraße hin eingebaut wurde. Die künstlerisch von Heinz Ebner gestaltete Kapelle wurde von dem – ebenfalls in Güssing geborenen – Architekten Johann Traupmann geplant. In Auftrag gegeben und errichtet wurde sie im Zuge des Seligsprechungsprozesses im Jahr 2003.

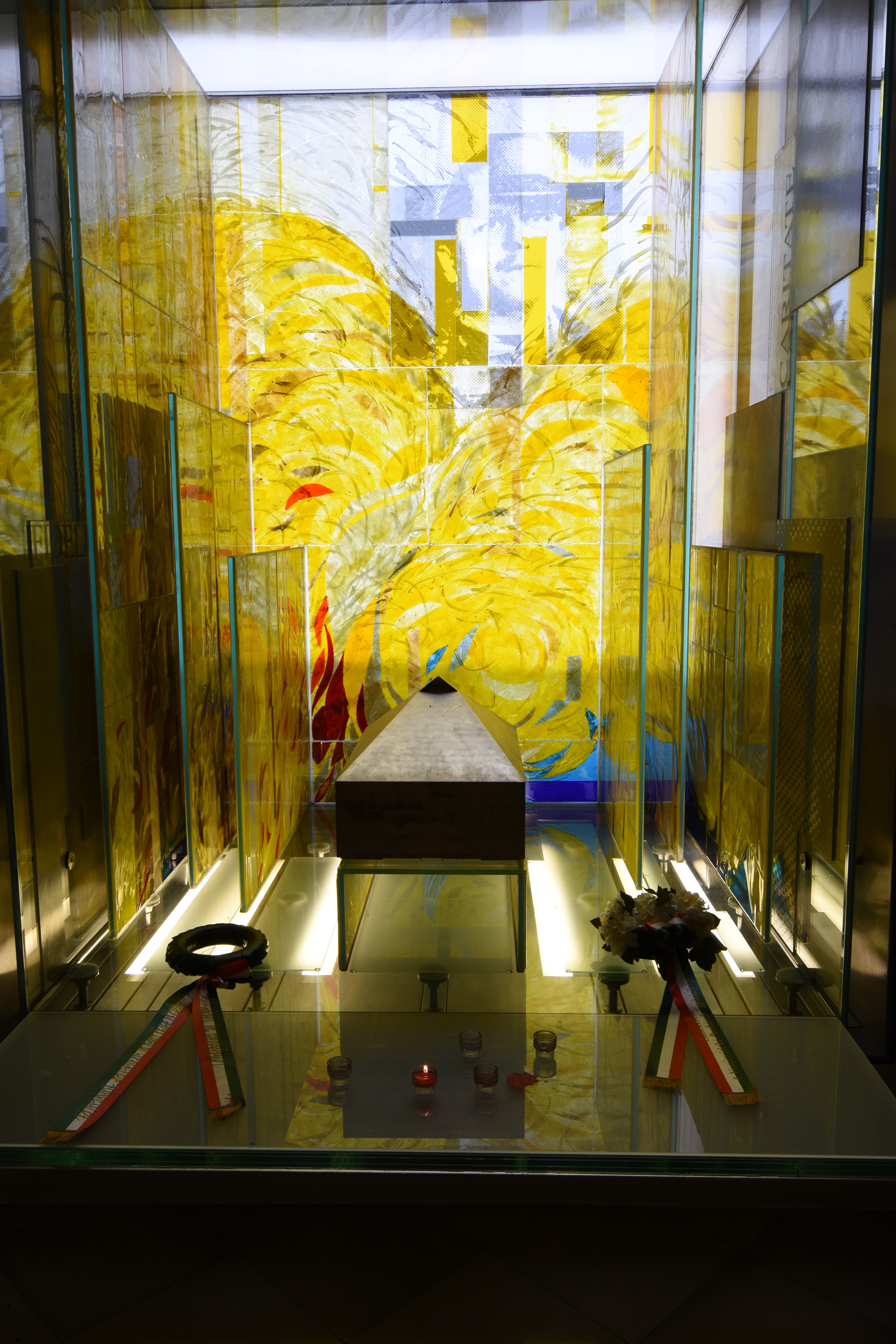
Die Kapellennische mit dem Reliquienschrein des seligen Ladislaus

Der Kubus ist an der Innenseite zum Kirchenraum hin geöffnet. Auf seiner unteren Glasplatte befindet sich ein kleinerer Glaswürfel, auf dem der Reliquienschrein mit den Gebeinen des Seligen steht. Er besteht aus einem silbernen Metallkubus mit pyramidenförmigem Dach mit der Inschrift Beatus Ladislaus und den Lebensdaten des Seligen. Links und rechts des Schreins sind je drei unterschiedlich hohe und tiefe vertikale Glasplatten vorhanden. Die hinter dem Schrein liegende Rückseite des Würfels ist mehrfärbig gestaltet: Über einer gelb-orange-farbenen wolkenartigen Formation gibt es vor einem hellblauen Hintergrund ein Bildnis des Seligen in dünkleren Blautönen. Ein in der Wolkenformation angedeuteter Pelikan ist ein Bezug zum Wappen der Batthyány, und die Farben Gelb und Blau spiegeln jene der Wappen- und Flaggenfarben der Familie Batthyány und der Stadt Güssing wider. Zusätzlich sollen die goldgelben Töne der Glasplatten als Metapher für das Göttliche und Transzendente stehen.
Die Außenseite des Glaswürfels ist mit grauem Milchglas gestaltet und mit dem lateinischen Wahlspruch der Familie Batthyány-Strattmann versehen: Fidelitate et caritate (deutsch „In Treue und Nächstenliebe“).

### Wallfahrten
Im Gegensatz zu den meisten anderen Marienwallfahrtsorten im Burgenland ist die Basilika Güssing an Marienfesttagen üblicherweise nicht mehr das Ziel von Wallfahrergruppen. Weiters wird ihr Kirchweihfest nicht gemäß dem Patrozinium der Klosterkirche am Festtag Mariä Heimsuchung am 2. Juli begangen, sondern zum Portiunculafest – einem franziskanischen Gedenktag, der nach der Portiunculakapelle im italienischen Assisi benannt ist, wo die Franziskanerorden ihren Ursprung haben. An diesem Tag kamen in der Vergangenheit viele Pilger aus dem Umland zur Klosterkirche in Güssing, um dort an den Messfeierlichkeiten teilzunehmen und die Beichte abzulegen. Während es derartige Wallfahrten heute nicht mehr gibt, ist der sogenannte Portiunculakirtag am 2. August weiterhin ein groß abgehaltenes Fest mit zahlreichen Besuchern aus dem Bezirk Güssing.
Die Bedeutung der Basilika als Pilgerziel hat mittlerweile mehr mit der Verehrung des seliggesprochenen Ladislaus Batthyány-Strattmann zu tun. Diese setzte bereits zu Lebzeiten des Armenarztes ein und nahm mit seinem Tod 1931 zu. Da er von Erkrankten als Fürsprecher gegenüber Gott im Gebet angerufen wurde, wurde bereits 1944 ein Seligsprechungsverfahren eingeleitet, das aber in Vergessenheit geriet und 1982 wiederaufgenommen genommen wurde. Aufgrund der immer größer werdenden Pilgerströme an das Grab des Fürsten wurde er mehrfach umgebettet: 1957 gestaltete man die ehemalige Klostergruft unter der Sakristei zur Neuen Fürstengruft um, 1988 wurden die Gebeine in die Kirche übertragen, und 2003 richtete man unter der Empore die Kapelle mit dem Reliquienschrein ein. Die zahlreichen Pilger zum Grab des Fürsten – von denen die meisten aus Ungarn stammen – waren einer der Gründe warum die Klosterkirche zur Basilica minor erhoben wurde.

### Batthyány-Gruft

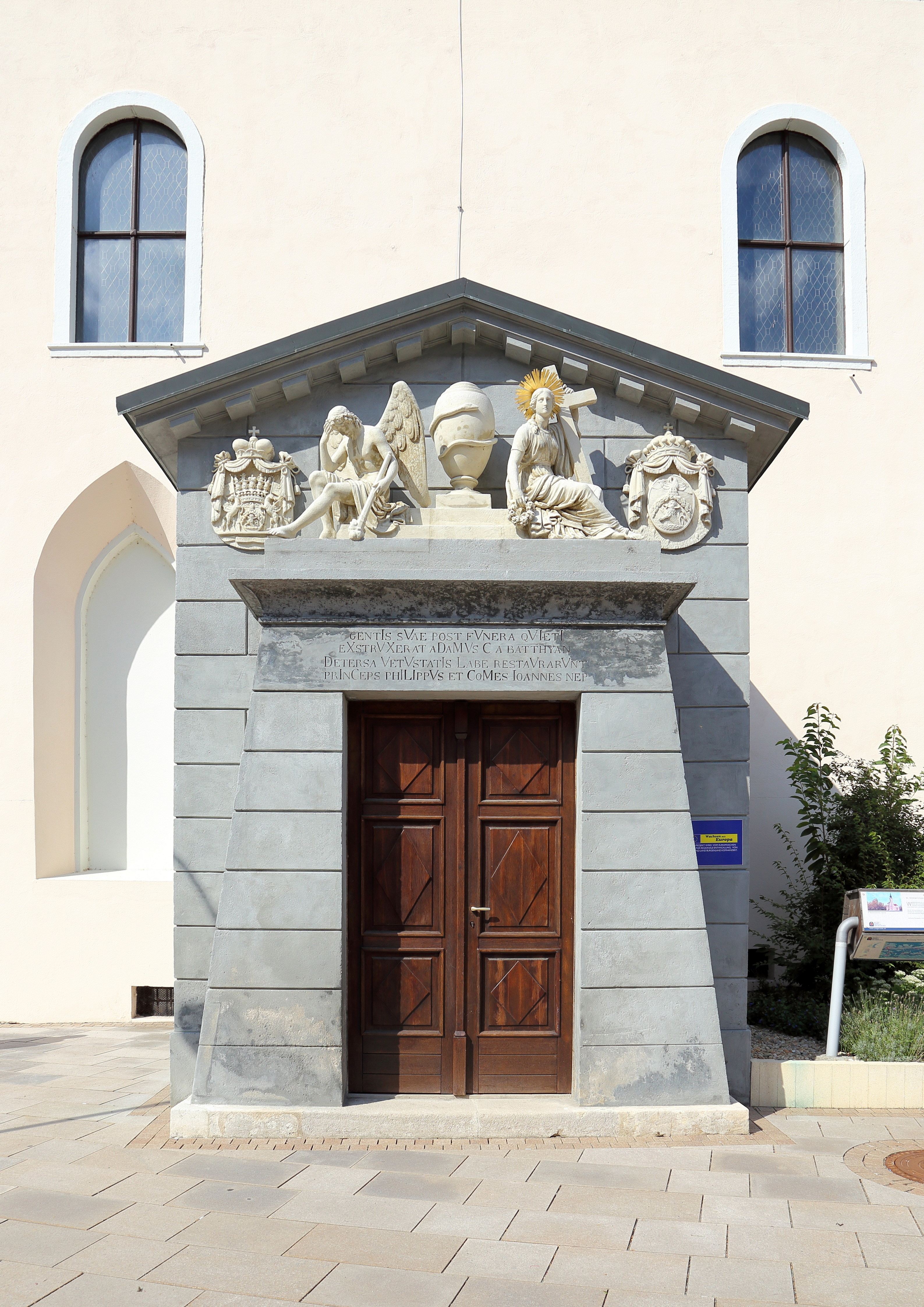
Hauptportal der Batthyány-Gruft (2013)

Unterhalb von Basilika und Franziskanerkloster liegt die Gruft der Familie Batthyány. Sie ist nach der Kaisergruft in Wien flächenmäßig die zweitgrößte Gruftanlage, nach der Anzahl der Bestatteten die größte in Österreich, und wird bis heute von der Familie als Hauptbegräbnisstätte genutzt. Die Gruft erstreckt sich kreuzförmig unter dem Kirchenschiff und dem nordöstlichen Klostertrakt, mit dem Kreuzungspunkt der beiden Flügel im Chorbereich der Kirche. Sie besteht aus einem zweischiffigen großen Raum (Große Gruft) unter dem Langschiff, einem kleineren einschiffigen Raum (Vorgruft) unter dem Chorbereich der Kirche, einem etwas tiefer liegenden noch kleineren Raum (Alte Gruft) unterhalb des Kirchturmes, der südlich an die Vorgruft anschließenden Stiftergruft, der nördlich der Vorgruft liegenden Fürstengruft, sowie einer nördlich davon liegenden Erweiterung in den ursprünglichen Klosterkeller (Neue Gruft).
In der Gruft sind (Stand September 2023) neben 95 Mitgliedern der Familie Batthyány vermutlich auch 43 Franziskanermönche und 46 nicht zur Familie Batthyány gehörenden Personen bestattet, zu denen vor allem andere Adlige und herrschaftliche Beamte gehörten. Aktuell (ebenfalls Stand September 2023) sind in der Familiengruft 95 Särge, 2 Urnen und 6 Herzurnen vorhanden. Die Überreste der Bestatteten, die keinem Sarg zugeordnet werden können, ruhen vermutlich im Boden der Alten Gruft unterhalb des Kirchturmes. Die ältesten Särge sind die des Stifterehepaares Adam I. Batthyány (gest. 1659) und seiner Frau Aurora, geb. Formantini (gest. 1653). Sie sind mit goldenem Auflagenschmuck versehen und befinden sich in der unterhalb der Lorettokapelle gelegenen Gruftkapelle. Der kunsthistorisch am bedeutendsten Sarg ist der von Bildhauer Balthasar Ferdinand Moll für Karl Josef Batthyány – den ersten Fürsten Batthyány – geschaffene Prunksarkophag mit Fürstenhut, Marschallstab und Ordenskette des Ordens vom Goldenen Vlies, der an seinen vier Ecken auf je einem Kanonenrohr und seitlich in der Mitte auf je einer Feldtrommel ruht, und der auf einem geschwungenen Marmorsockel steht.
Die Gruft kann über das Stiegenhaus der Lorettokapelle und über das südlich der Langhauswand angebaute klassizistische Hauptportal betreten werden. Es besteht aus einem rechteckigen Anbau mit flachem Satteldach und vorgebautem Pylon, der mit Figurenbildschmuck versehen ist: Einem trauernden Todesengel links, einer Darstellung des Glaubens rechts, und einer Steinurne, um die sich eine Schlange windet, im Zentrum. Der dahinter liegende Giebel trägt links das fürstliche Wappen der Batthyány-Strattmann und rechts das gräfliche Wappen der Batthyány.